# Copa América 1941
Copa América 1941 – szesnaste mistrzostwa kontynentu południowoamerykańskiego, odbyły się w dniach 2 lutego – 4 marca 1941 roku po raz trzeci w Chile (była to edycja specjalna turnieju, rozgrywana poza kolejnością). Reprezentacje: Boliwii, Brazylii i Paragwaju wycofały się. Do rozgrywek przystąpiło pięć reprezentacji. Grano systemem każdy, z każdym, a o zwycięstwie w turnieju decydowała końcowa tabela.

## Uczestnicy

### Argentyna
| Zawodnik                   | Klub                        |
| -------------------------- | --------------------------- |
| Ricardo Roberto Alarcón    | Boca Juniors                |
| Jorge Alberti              | CA Huracán                  |
| Gabino Arregui             | Gimnasia y Esgrima La Plata |
| Luis Arrieta               | CA Lanús                    |
| José Pedro Batagliero      | Atlanta Buenos Aires        |
| Alberto Edmundo Belén      | Newell's Old Boys Rosario   |
| Sabino Coletta             | CA Independiente            |
| Bartolomé Colombo          | San Lorenzo de Almagro      |
| Gregorio Juan Esperón      | CA Platense                 |
| Juan Alberto Estrada       | Boca Juniors                |
| Enrique García             | Racing Club de Avellaneda   |
| Juan Gayol                 | Newell's Old Boys Rosario   |
| Lorenzo Gilli              | San Lorenzo de Almagro      |
| Sebastián Inocencio Gualco | Ferro Carril Oeste          |
| Juan Andrés Marvezzi       | CA Tigre                    |
| José María Minella         | River Plate                 |
| José Manuel Moreno         | River Plate                 |
| Adolfo Alfredo Pedernera   | River Plate                 |
| José Salomón               | Racing Club de Avellaneda   |
| Antonio Sastre             | CA Independiente            |
| Roberto Sbarra             | Estudiantes La Plata        |
| Eusebio Videla             | CA Tigre                    |
| Trener: Guillermo Stábile  |                             |

### Chile
| Zawodnik                   | Klub                      |
| -------------------------- | ------------------------- |
| Manuel Arancibia           | Green Cross Santiago      |
| Roberto Cabrera            | Audax Italiano            |
| Osvaldo Carvajal           | Green Cross Santiago      |
| Armando Contreras          | CSD Colo-Colo             |
| Ascanio Cortés             | Audax Italiano            |
| Alfonso Domínguez          | CSD Colo-Colo             |
| Oscar Ellis                | Santiago Morning          |
| Segundo Flores             | CSD Colo-Colo             |
| Sergio Roberto Livingstone | CD Universidad Católica   |
| Desiderio Medina           | Deportivo Viña del Mar    |
| Juan Muñoz                 | Badminton Santiago        |
| José Pastene               | CSD Colo-Colo             |
| Raúl Pérez                 | River Plate Valdivia      |
| Humberto Roa               | Audax Italiano            |
| David Ruiz                 | Audax Italiano            |
| Oscar Sánchez              | Club Universidad de Chile |
| Enrique Sorrel             | CSD Colo-Colo             |
| Raúl Toro                  | Santiago Morning          |
| Héctor Trejos              | Audax Italiano            |
| Luis Vidal                 | CD Universidad Católica   |
| Trener: Máximo Godoy       |                           |

### Ekwador
| Zawodnik                | Klub |
| ----------------------- | ---- |
| Vicente Aguirre         | ?    |
| Marino Alcívar          | ?    |
| Clemente Angulo         | ?    |
| Ernesto Cevallos        | ?    |
| César Augusto Freire    | ?    |
| Carlos Garnica          | ?    |
| José Herrera            | ?    |
| Luis Hungría            | ?    |
| Jorge Laurido           | ?    |
| Luis Mendoza            | ?    |
| José Merino             | ?    |
| Ignacio Molina          | ?    |
| José Peralta            | ?    |
| Enrique Raymondi Chávez | ?    |
| Alfonso Romo            | ?    |
| Luis Santoliva          | ?    |
| Eduardo Stacey          | ?    |
| Alfonso Suárez Rizzo    | ?    |
| Trener: Juan Parodi     |      |

### Peru
| Zawodnik                  | Klub               |
| ------------------------- | ------------------ |
| Gerardo Arce              | ?                  |
| Vicente Arce              | ?                  |
| Teodoro Fernández         | Universitario Lima |
| Alejandro González        | ?                  |
| Juan Honores              | ?                  |
| Marcial Hurtado           | ?                  |
| Guillermo Janneau         | ?                  |
| Orestes Jordán            | Universitario Lima |
| Máximo Lobatón            | ?                  |
| Pedro Luna                | ?                  |
| Adolfo Magallanes         | Alianza Lima       |
| Pedro Magán               | ?                  |
| Roberto Morales           | ?                  |
| Enrique Perales           | Municipal Lima     |
| Carlos Portal             | ?                  |
| Leopoldo Quiñónez         | ?                  |
| Juan Quispe               | Alianza Lima       |
| César Socarraz            | Universitario Lima |
| Manuel Vallejas           | ?                  |
| Trener: Domingo Arrillaga |                    |

### Urugwaj
| Zawodnik               | Klub                      |
| ---------------------- | ------------------------- |
| Antonio Álvarez        | Racing Montevideo         |
| Juan Ramón Cabrera     | Club Nacional de Football |
| Avelino Cadilla        | River Plate Montevideo    |
| Juan José Carvidón     | Montevideo Wanderers      |
| Ubaldo Cruche          | CA Peñarol                |
| Oscar Chirimini        | River Plate Montevideo    |
| Alberto Delgado        | Rampla Juniors            |
| Schubert Gambetta      | Club Nacional de Football |
| Sixto González         | Liverpool Montevideo      |
| Héctor Magliano        | Montevideo Wanderers      |
| Carlos Martínez        | Rampla Juniors            |
| José María Medina      | Montevideo Wanderers      |
| Aníbal Luis Paz        | Club Nacional de Football |
| Roberto Porta          | Club Nacional de Football |
| Juan Pedro Riephoff    | Rampla Juniors            |
| Ismael Rivero          | Rampla Juniors            |
| Héctor Romero          | Club Nacional de Football |
| Obdulio Jacinto Varela | Montevideo Wanderers      |
| Trener: José Pedro Cea |                           |

## Mecze

### Chile–Ekwador
| CHILE – EKWADOR 5:0 (4:0)                                                                                             |
| --- |
| 2 lutego 1941, Santiago, Estadio Nacional (widzów 40 000)                                                             |
| Sędzia: José Bartolomé Macías                                                                                         |
| CHILE: Livingstone – Roa, Ellis – Arancibia, Cabrera (Sánchez), Pastene – Sorrel, Carvajal, Toro, Contreras, Pérez    |
| EKWADOR: Molina – Hungría, Laurido – Merino, Romo, Mendoza – Cevallos, Suárez Rizzo, Raymondi Chávez, Alcívar, Freire |
| Bramki: 1:0 Toro 10, 2:0 Sorrel 18, 3:0 Pérez 15, 4:0 Contreras 43, 5:0 Sorrel 78                                     |

### Urugwaj–Ekwador
| URUGWAJ – EKWADOR 6:0 (4:0) |
| --- |
| 9 lutego 1941, Santiago, Estadio Nacional (widzów 70 000) |
| Sędzia: Alfredo Vargas |
| URUGWAJ: Paz – Cadilla, Cabrera – Delgado (59 Martínez), González (46 Varela), Gambetta – Porta, Chirimini, Rivero, Álvarez, Magliano                                                                                      |
| EKWADOR: Molina (Santoliva) – Hungría, Laurido – Aguirre, Peralta (Romo), Mendoza – Cevallos, Suárez Rizzo, Raymondi Chávez, Alcívar, Freire                                                                               |
| Bramki: 1:0 Rivero 9, 2:0 Gambetta 16, 3:0 Rivero 23, 4:0 Porta 39, 5:0 Laurido 75 s, 6:0 Rivero 87 |
| Uwagi: Obie drużyny otrzymały po jednym rzucie karnym, których nie wykorzystały – najpierw ekwadorczyk Suárez Rizzo nie trafił w światło urugwajskiej bramki, następnie ekwadorski bramkarz Santoliva obronił strzał Porty |

### Chile–Peru
| CHILE – PERU 1:0 (1:0)                                                                                                |
| --- |
| 9 lutego 1941, Santiago, Estadio Nacional (widzów 70 000)                                                             |
| Sędzia: José Bartolomé Macías                                                                                         |
| CHILE: Livingstone – Roa, Vidal – Flores, Cabrera (Sánchez), Trejos – Sorrel, Domínguez (Carvajal), Toro, Ruiz, Pérez |
| PERU: Honores – Luna, Perales – Lobatón, G.Arce, Portal – Quińónez (Hurtado), Magán, T.Fernández, Magallanes, Morales |
| Bramki: 1:0 Pérez 20                                                                                                  |

### Argentyna–Peru
| ARGENTYNA – PERU 2:1 (1:0) |
| --- |
| 12 lutego 1941, Santiago, Estadio Nacional (widzów 45 000)                                                                                     |
| Sędzia: Alfredo Vargas |
| ARGENTYNA: Estrada – Salomón, Alberti – Esperón, Minella, Sbarra – Belén, Moreno, Marvezzi, Sastre, Arregui                                    |
| PERU: Honores – Quispe, Perales – Janneau (Lobatón), V.Arce, Portal (Jordán) – Quińónez (Magallanes), Socarraz, T.Fernández, Vallejas, Morales |
| Bramki: 1:0 Moreno 2, 1:1 Socarraz 53, 2:1 Moreno 72                                                                                           |

### Argentyna–Ekwador
| ARGENTYNA – EKWADOR 6:1 (5:0) |
| --- |
| 16 lutego 1941, Santiago, Estadio Nacional (widzów 70 000)                                                                                              |
| Sędzia: Aníbal Tejada |
| ARGENTYNA: Gualco (78 Estrada) – Salomón, Alberti – Colombo, Minella, Sbarra – Pedernera, Moreno, Marvezzi, Sastre, García                              |
| EKWADOR: Santoliva (Molina) – Hungría (Angulo), Laurido – Garnica, Peralta, Mendoza – Cevallos, Suárez Rizzo, Raymondi Chávez (Stacey), Alcívar, Freire |
| Bramki: 1:0 Marvezzi 3, 2:0 Marvezzi 17, 3:0 Marvezzi 28, 4:0 Moreno 30, 5:0 Marvezzi 39, 5:1 Freire 47 c, 6:1 Marvezzi 59                              |

### Urugwaj–Chile
| URUGWAJ – CHILE 2:0 (1:0) |
| --- |
| 16 lutego 1941, Santiago, Estadio Nacional (widzów 70 000)                                                                           |
| Sędzia: José Bartolomé Macías |
| URUGWAJ: Paz – Cadilla, Romero – Martínez, Varela (85 González), Gambetta – Porta, Cruche (80 Chirimini), Rivero, Riephoff, Magliano |
| CHILE: Livingstone – Roa, Vidal (46 Cortés) – Flores, Cabrera, Trejos – Sorrel, Domínguez (46 Carvajal), Toro, Ruiz, Medina          |
| Bramki: 1:0 Cruche 35, 2:0 Chirimini 78                                                                                              |

### Peru–Ekwador
| PERU – EKWADOR 4:0 (3:0) |
| --- |
| 23 lutego 1941, Santiago, Estadio Nacional (widzów 48 000)                                                                         |
| Sędzia: Víctor Francisco Rivas |
| PERU: Honores – Quispe, Perales – Lobatón, G.Arce, Portal – Hurtado, Socarraz, T.Fernández, Vallejas, Magallanes                   |
| EKWADOR: Molina – Hungría, Laurido – Merino, Peralta, Mendoza – Cevallos, Suárez Rizzo, Raymondi Chávez, Herrera (Alcívar), Freire |
| Bramki: 1:0 T.Fernández 25, 2:0 T.Fernández 32, 3:0 Vallejas 36, 4:0 T.Fernández 48                                                |

### Argentyna–Urugwaj
| ARGENTYNA – URUGWAJ 1:0 (0:0) |
| --- |
| 23 lutego 1941, Santiago, Estadio Nacional (widzów 48 000)                                                                              |
| Sędzia: Alfredo Vargas |
| ARGENTYNA: Estrada – Salomón (86 Coletta), Alberti – Colombo, Minella (40 Videla), Sbarra – Pedernera, Moreno, Marvezzi, Sastre, García |
| URUGWAJ: Paz – Cadilla, Romero – Martínez, Varela (76 González), Gambetta – Medina (73 Chirimini), Porta, Rivero, Riephoff, Magliano    |
| Bramki: 1:0 Sastre 53 |

### Urugwaj–Peru
| URUGWAJ – PERU 2:0 (1:0) |
| --- |
| 26 lutego 1941, Santiago, Estadio Nacional (widzów 20 000)                                                                           |
| Sędzia: José Bartolomé Macías |
| URUGWAJ: Paz (88 Carvidón) – Cadilla, Romero – Martínez, Varela, Gambetta – Chirimini (22 Cruche), Porta, Rivero, Riephoff, Magliano |
| PERU: Honores – Quispe, Perales – Lobatón, G.Arce (A.González), Jordán – Quińónez, Socarraz, T.Fernández, Magallanes, Magán          |
| Bramki: 1:0 Riephoff 37, 2:0 Varela 70                                                                                               |

### Argentyna–Chile
| ARGENTYNA – CHILE 1:0 (0:0)                                                                                            |
| --- |
| 4 marca 1941, Santiago, Estadio Nacional (widzów 70 000)                                                               |
| Sędzia: Aníbal Tejada                                                                                                  |
| ARGENTYNA: Estrada – Salomón, Alberti – Videla, Batagliero, Sbarra – Pedernera, Moreno, Arrieta, Sastre, García        |
| CHILE: Livingstone – Roa, Vidal – Flores, Cabrera, Trejos (Pastene) – Muńoz (Sorrel), Carvajal, Toro, Contreras, Pérez |
| Bramki: 1:0 García 71                                                                                                  |

## Podsumowanie

### Wyniki
Wszystkie mecze rozgrywano w Santiago na stadionach Stadium Nacional
| Chile     | 5 – 0 (4-0) | Ekwador   |
| Urugwaj   | 6 – 0 (4-0) | Ekwador   |
| Chile     | 1 – 0 (1-0) | Peru      |
| Argentyna | 2 – 1 (1-0) | Peru      |
| Argentyna | 6 – 1 (5-0) | Ekwador   |
| Chile     | 0 – 2 (0-1) | Urugwaj   |
| Peru      | 4 – 0 (3-0) | Ekwador   |
| Argentyna | 1 – 0 (0-0) | Urugwaj   |
| Urugwaj   | 2 – 0 (1-0) | Peru      |
| Chile     | 0 – 1 (0-0) | Argentyna |

### Końcowa tabela
| Poz | Klub      | Mecze | Zw | Rem | Por | Pkt | BrZd | BrStr |
| --- | --------- | ----- | -- | --- | --- | --- | ---- | ----- |
| 1   | ARGENTYNA | 4     | 4  | 0   | 0   | 8   | 10   | 2     |
| 2   | URUGWAJ   | 4     | 3  | 0   | 1   | 6   | 10   | 1     |
| 3   | CHILE     | 4     | 2  | 0   | 2   | 4   | 6    | 3     |
| 4   | PERU      | 4     | 1  | 0   | 3   | 2   | 5    | 5     |
| 5   | EKWADOR   | 4     | 0  | 0   | 4   | 0   | 1    | 21    |

Szesnastym triumfatorem turnieju Copa América został po raz szósty zespół Argentyny.

### Strzelcy bramek
| Gole       | Piłkarze |
| ---------- | --- |
| 5          | Marvezzi |
| 3          | Moreno T.Fernández Rivero                                                                                     |
| 2          | Pérez, Sorrel                                                                                                 |
| 1          | García, Sastre Contreras, Toro Freire Socarraz, Vallejas Chirimini, Cruche, Gambetta, Varela, Porta, Riephoff |
| Samobójczy | Laurido (dla Urugwaju)                                                                                        |

### Sędziowie
| Mecze | Sędziowie              |
| ----- | ---------------------- |
| 4     | José Bartolomé Macías  |
| 3     | Alfredo Vargas         |
| 2     | Aníbal Tejada          |
| 1     | Víctor Francisco Rivas |